# Леонард, Роберт Шон
Роберт Шон Леонард (англ. Robert Sean Leonard, род. 28 февраля 1969 года в Уэствуде, штат Нью-Джерси, США) — американский актёр, известный по роли Нила Перри в фильме «Общество мёртвых поэтов» и доктора Джеймса Уилсона в телесериале «Доктор Хаус».

## Ранние годы

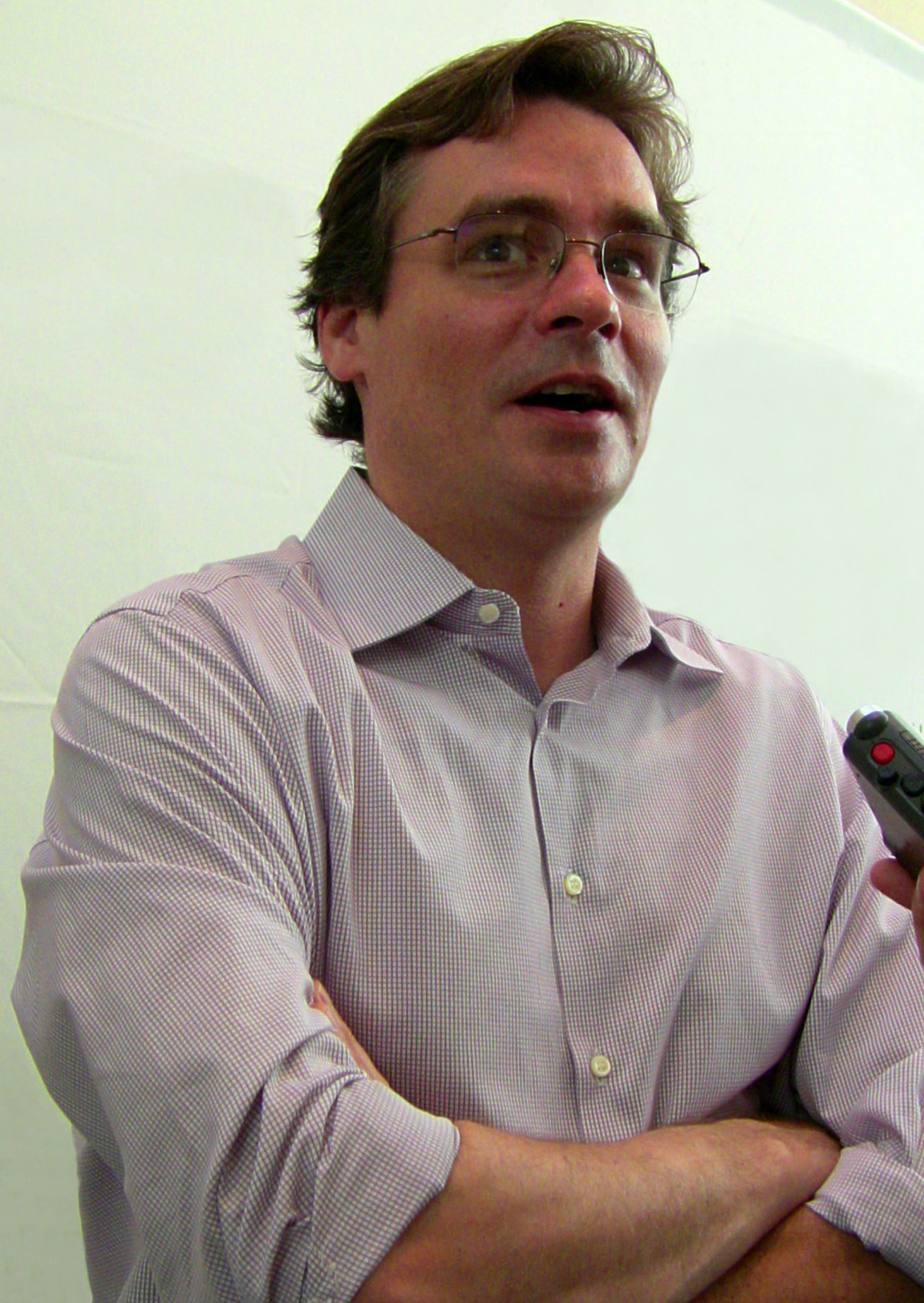
2009 год

Роберт родился в Уэствуде, Нью-Джерси. Сын медсестры Джойс Питерсен и учителя испанского языка Говарда Леонарда. Он вырос в городе Риджвуд, где учился в Риджвудской средней школе до поступления в Фордхэнмский университет, а позже в Колумбийский университет. Роберт взял имя своего брата Шона для Гильдии киноактёров США, потому что его имя совпадало с именем другого актера.

## Карьера
Леонард играет на сцене с 12 лет. Участвовал во многих бродвейских постановках.
В 2001 году Леонард получил престижную американскую театральную премию «Тони» за роль в спектакле по пьесе Тома Стоппарда «Изобретение любви».
В 2016 году Леонард сыграл Короля Артура в экранизации Дэвидом Ли мюзикла «Камелот» в театре Westport Country Playhouse в Уэстпорте, штат Коннектикут.

## Личная жизнь
Леонард дружит с Хью Лори, исполнителем главной роли в сериале «Доктор Хаус» , и с актёром Итаном Хоуком, с которым они вместе снимались в фильме «Общество мёртвых поэтов», а впоследствии основали театральную компанию Malaparte.
Леонард также давний друг Джеймса Уотерстона, Стива Зана и Фрэнка Уэйли.
В августе 2008 года Леонард женился на Габриэлле Салик, профессионально занимающейся конным спортом. В январе 2009 года родилась их дочь Элеанор.

## Фильмография
| Год       |     | Русское название                    | Оригинальное название             | Роль                 |
| --------- | --- | ----------------------------------- | --------------------------------- | -------------------- |
| 1986      | тф  | —                                   | My Two Loves                      | Ларри Тейлор         |
| 1986      | ф   | Манхэттенский проект                | The Manhattan Project             | Макс                 |
| 1987      | тф  | —                                   | Bluffing It                       | Расти Дагган         |
| 1988      | ф   | Мой лучший друг — вампир            | My Best Friend Is a Vampire       | Джереми Капелло      |
| 1989      | ф   | Общество мёртвых поэтов             | Dead Poets Society                | Нил Перри            |
| 1990      | ф   | Мистер и миссис Бридж               | Mr. & Mrs. Bridge                 | Дуглас Бридж         |
| 1991      | ф   | И в горе и в радости                | Married to It                     | Чак Бишоп            |
| 1993      | ф   | Дети свинга                         | Swing Kids                        | Питер Мюллер         |
| 1993      | ф   | Много шума из ничего                | Much Ado About Nothing            | Клаудио              |
| 1993      | ф   | Эпоха невинности                    | The Age of Innocence              | Тед Арчер            |
| 1993      | кор | —                                   | A Dog Race in Alaska              | н/д                  |
| 1994      | ф   | Безопасный проход                   | Safe Passage                      | Альфред Сингер       |
| 1994      | тф  | —                                   | Normandy: The Great Crusade       | Роберт Сейлс         |
| 1995      | ф   | Убийца: Дневник убийств             | Killer: A Journal of Murder       | Генри Лессер         |
| 1996      | тф  | Соседские мальчишки                 | The Boys Next Door                | Барри Клемпер        |
| 1996      | ф   | Люблю тебя, не люблю тебя           | I Love You, I Love You Not        | ангел смерти         |
| 1997      | тф  | В сумерках                          | In the Gloaming                   | Дэнни                |
| 1998      | ф   | Под перекрёстным огнем              | Standoff                          | Джейми Дулин         |
| 1998      | ф   | Последние дни диско                 | The Last Days of Disco            | Том Платт            |
| 1998      | ф   | Контроль земли                      | Ground Control                    | Круз                 |
| 1999      | с   | —                                   | Wasteland                         | бывшая Джесси        |
| 2000      | с   | За гранью возможного                | The Outer Limits                  | Робби Арчер          |
| 2001      | ф   | Плёнка                              | Tape                              | Джон Салтер          |
| 2001      | ф   | Гонщик                              | Driven                            | Демилль Блай         |
| 2001      | тф  | Проблеск ада                        | A Glimpse of Hell                 | лейтенант Дэн Майер  |
| 2001      | ф   | Стены Челси                         | Chelsea Walls                     | Терри Олсен          |
| 2002      | тф  | —                                   | Corsairs                          | н/д                  |
| 2003      | тф  | Покрашенный дом                     | A Painted House                   | Джесс Чендлер        |
| 2004      | ф   | Внутри моей памяти                  | The I Inside                      | Питер Кейбл          |
| 2004—2012 | с   | Доктор Хаус                         | House M.D.                        | доктор Джеймс Уилсон |
| 2010      | с   | Американское приключение            | American Experience               | Херман Мелвилл       |
| 2013      | с   | Чёрный список                       | Blacklist                         | Фредерик Барнс       |
| 2013—2014 | с   | Рухнувшие небеса                    | Falling Skies                     | Роджер Кадар         |
| 2014      | с   | Хорошая жена                        | The Good Wife                     | Дел Пол              |
| 2015      | с   | Батл Крик                           | Battle Creek                      | Брок                 |
| 2015—2016 | с   | Закон и порядок: Специальный корпус | Law & Order: Special Victims Unit | Кеннет О’Дуайер      |
| 2017      | с   | Голубая кровь                       | Blue Bloods                       | Уильям Холт          |
| 2019      | с   | Горячая зона                        | The Hot Zone                      | Уолтер Хамболдт      |
| 2019      | с   | Хороший доктор                      | The Good Doctor                   | Шеймус О’Мэлли       |

## Награды и номинации
| Год  | Премия                         | Номинация                                                   | Награда     | Результат |
| ---- | ------------------------------ | ----------------------------------------------------------- | ----------- | --------- |
| 1994 | Молодой актёр                  | Лучшее исполнение в художественном фильме: Молодой ансамбль | Дети свинга | Номинация |
| 2009 | Премия Гильдии киноактёров США | Лучший актёрский состав в драматическом сериале             | Доктор Хаус | Номинация |
| 2011 | Премия «Выбор народа»          | Любимый доктор на ТВ                                        | Доктор Хаус | Номинация |